# Bam Adebayo
Edrice Femi "Bam" Adebayo, född 18 juli 1997, är en amerikansk basketspelare som spelar för Miami Heat i National Basketball Association (NBA). Adebayo spelade collegebasket för Kentucky Wildcats innan han valdes av Miami Heat i NBA:s draft 2017. Adebayo har blivit uttagen i NBA All-Star Game 2020 och NBA All-Defensive Second Team säsongerna 2019/2020 och 2020/2021.

## Klubbkarriär

### Miami Heat (2017–)
Den 22 juni 2017 valdes Adebayo som totalt 14:e spelare i NBA:s draft 2017 av Miami Heat. Den 1 juli skrev han på sitt första kontrakt med Miami Heat, och anslöt sedan till laget inför NBA Summer League 2017. Under sin rookiesäsong spelade Adebayo i 69 matcher och snittade 6,9 poäng samt 5,5 returer per match.
Den 7 december 2018 gjorde Adebayo ett nytt karriärbästa med 22 poäng och 10 returer i en 115–98-vinst över Phoenix Suns. Adebayo spelade samtliga 82 matcher under säsongen 2018/2019 och snittade 8,9 poäng samt 7,3 returer per match.
Den 10 december 2019 gjorde Adebayo ett nytt karriärbästa samt en triple-double med 30 poäng, 11 returer och 11 assist i en 135–121-övertidsvinst över Atlanta Hawks. Den 14 december gjorde han sin andra triple-double med 18 poäng, 11 returer och 10 assist i en 122–118-övertidsvinst över Dallas Mavericks. Den 16 december blev Adebayo utsedd till "Eastern Conference Player of the Week" för matcherna spelade mellan den 9 och 15 december då han snittade 20,0 poäng, 11,3 returer och 8,7 assist per match. Den 27 januari gjorde Adebayo 20 poäng, 10 returer och 10 assist i en 113–92-vinst över Orlando Magic. Den 30 januari blev han utsedd till sitt första NBA All-Star Game. Den 15 februari vann Adebayo tävlingen NBA All-Star Weekend Skills Challenge. Vid slutet av säsongen 2019/2020 slutade Adebayo tvåa i röstningen till Most Improved Player Award. Han blev även uttagen i NBA All-Defensive Second Team och slutade femma i röstningen till Defensive Player of the Year Award.
Den 28 november 2020 skrev Adebayo på en femåring kontraktsförlängning med Miami Heat. Den 18 februari 2021 gjorde han säsongens första triple-double med 16 poäng, 12 returer och 10 assist i en 118–110-vinst över Sacramento Kings. Lagkamraten Jimmy Butler gjorde också en triple-double i matchen och de blev då de första två spelarna från samma lag att tillsammans göra en triple-double i mer än en match efter att tidigare även gjort det mot Atlanta Hawks i december 2019.

## Landslagskarriär
I juni 2021 blev Adebayo uttagen i USA:s landslag till OS i Tokyo. Han spelade i samtliga sex matcher då USA vann guldet i herrarnas turnering efter att ha besegrat Frankrike i finalen.